# Egil Johansen
Egil Johansen (i Norge också känd under smeknamnet Egil "Bop"), född 11 januari 1934 i Oslo, Norge, död 4 december 1998 i Huddinge församling, Stockholms län, var en norsk-svensk jazzmusiker (slagverk), pedagog, kompositör och arrangör.

## Biografi
Johansen ansågs redan som tonåring som en av Norges bästa trumslagare och var professionell musiker från det han var 16 år. Han fick smeknamnet "Bop" eftersom han var särskilt bra på att spela bebop. Han var alltid öppen för de nya former av jazz som han stötte på. Hans professionella karriär började i Einar Stenbergs orkester sommaren 1950 på Svalerødkilens badhotell och fortsatte på hösten på Svaes Danseskole, varefter han började i Egil Monn-Iversens orkester och Kjell Johansens experimentband under perioden 1951–1953. Han spelade i Rowland Greenbergs orkester 1952.
Han kom till Sverige 1954 på inbjudan av Simon Brehm. Han inledde omedelbart samarbete med den svenska jazzeliten; Arne Domnérus, Bengt Hallberg, Rune Gustafsson, Georg Riedel, Jan Johansson med flera, bland annat i Radiojazzgruppen. 1957 medverkade han i Rune Öfwerman Trio i en klassisk inspelning med klarinettisten Tony Scott i Swinging in Sweden. Under ledning av Harry Arnold medverkade Johansen i flera, numera klassiska inspelningar med världsstjärnor som Quincy Jones i till exempel Quincy's home again från 1958. 1967 ackompanjerade han Jan Johansson under skivinspelningen av hans arrangemang av ryska folkvisor, den numera klassiska Jazz på ryska. 
Under 1960-talet var Egil Johansen en hårt turnerande musiker med främst Arne Domnérus Orkester och deltog även, bland annat tillsammans med Alice Babs, i uppdrag för Svenska FN-bataljonens underhållningsdetalj i Gazaremsan och senare på Cypern.
Han var också 1973–1983 initiativtagare till och ansvarig för kooperativet Jazz Incorporated. 
Han var utan tvekan en av de mest betydelsefulla jazzmusikerna i Sverige under efterkrigstiden. I flera decennier var han gästande jazzmusikers favorittrumslagare. Han spelade också 1985–1998 med den norska jazzgruppen Brazz Brothers och med dem ca 1 200 konserter världen över. 
1993 tilldelades han det prestigefyllda "Buddyprisen", den främsta utmärkelse en jazzmusiker kan få i Norge. 
Han framträdde även som sångare, bland annat i Hasse och Tages revy Spader, Madame! där han sjöng den dråpliga En sång som handlar om sig själv. Johansen var en hängiven seglare och tennisspelare. Han är far till sångaren Jan Johansen.
Egil Johansen är gravsatt i minneslunden Skogsgläntan på S:t Botvids begravningsplats.

## Priser och utmärkelser
- 1993 – Buddyprisen[2]
- 1995 – Gammleng-prisen
- 1997 – Jan Johansson-stipendiet

## Filmmusik
- 1970 – Nana

## Filmografi (urval)
- 1955 – Danssalongen

## Teater
Roller
- 1969 – Lars Johansson i Spader, Madame! eller Lugubert sa Schubert av Hans Alfredson och Tage Danielsson (även regi), Oscarsteatern[3]